# Caudellia apyrella
Caudellia apyrella är en fjärilsart som beskrevs av Dyar 1904. Caudellia apyrella ingår i släktet Caudellia och familjen mott. Inga underarter finns listade i Catalogue of Life.